# Cathedral Oceans II
Cathedral Oceans II ist das achte Soloalbum des ehemaligen Ultravox-Sängers John Foxx. Es erschien am 2. Juni 2003 auf Foxx’ eigenen Label Metamatic und ist Teil einer Trilogie, die auch die Alben Cathedral Oceans I (1997) und Cathedral Oceans III (2005) umfasst. Die Veröffentlichung erfolgte als Doppelalbum zusammen mit Cathedral Oceans, das hierfür in Cathedral Oceans I umbenannt wurde.

## Titelliste
1. Revolving Birdsong (2:13, Foxx)
2. Shimmer Symmetry (5:13, Foxx)
3. Far And Wide 2 (6:43, Foxx)
4. Ad Infinitum (6:26, Foxx)
5. Quiet Splendour (5:58, Foxx)
6. Luminous And Gone (5:59, Foxx)
7. Stillness And Wonder (6:23, Foxx)
8. Return To A Place Of Remembered Beauty (7:21, Foxx)
9. Visible And Invisible (6:49, Foxx)
10. Golden Green (7:11, Foxx)

### Cathedral Oceans I
1. Cathedral Oceans (5:17, Foxx)
2. City as Memory (5:43, Foxx/Griffiths)
3. Through Summer Rooms (6:35, Foxx)
4. Geometry and Coincidence (5:24, Foxx)
5. If Only... (3:21, Foxx)
6. Shifting Perspective (2:33, Foxx)
7. Floating Islands (6:07, Foxx)
8. Infinite in All Directions (5:50, Foxx/Gordon)
9. Avenham Collonade (6:12, Foxx)
10. Sunset Rising (2:37, Foxx/Griffiths)
11. Invisible Architecture (3:22, Foxx)

## Entstehungsgeschichte
Foxx’ Inspirationsquellen waren dieselben wie beim Vorgängeralbum:
- Er lebte Mitte der 1980er-Jahre zeitweilig in Rom und entdeckte dort für sich den bei Viterbo gelegenen, in der zweiten Hälfte des 16. Jahrhunderts errichteten Park Sacro Bosco, dessen überwucherte Skulpturen ihn nachhaltig beeindruckten.[1]
- Ein ständiger Einfluss ist für Foxx das Werk des britischen Schriftstellers J. G. Ballard, hier insbesondere der 1963 erschienene Roman The Drowned World.[2]
- Foxx ließ seine Erfahrungen als Chorsänger während seiner Kindheit in das Album einfließen.

Der Vertrieb des Doppelalbums erfolgte über Edsel Records. Das komplette Artwork stammt von Foxx selbst, der zu diesem Zeitpunkt Grafikdesign an der Leeds Beckett University lehrte und Buchcover für unter anderem Salman Rushdie und Anthony Burgess entworfen hatte. Cathedral Oceans II fand in der Presse wenig Widerhall. Abgesehen vom ungewöhnlichen Veröffentlichungsformat im Paket mit dem Vorgängeralbum war Foxx’ Veröffentlichungspolitik hierfür maßgeblich: Zum Zeitpunkt des Erscheinens war das leichter zugängliche Elektropopalbum Crash and Burn, das im September 2003 erschien und in Kooperation mit Louis Gordon, seinem musikalischen Partner auf Shifting City und The Pleasures of Electricity, entstand, bereits angekündigt und wurde von der Presse erwartet. Zusätzlich erschien nur sechs Wochen nach Erscheinen von Cathedral Oceans II ein weiteres Ambient-Album von Foxx, Translucence/Drift Music, eine Kooperation mit Harold Budd.

## Rezeption
Jim Brenholts vom Ambient Visions-Magazin beschreibt die Musik des Albums als „sanfte, pastorale Atmosphäre mit zarten Samples aus der Natur und geschmeidigen, organischen Texturen“. Er sah in der Musik psychoaktive Elemente, die den Hörer seine Träume hören, fühlen und sehen ließen. Das Barcode-Magazin stellte Cathedral Oceans II in einem direkten Vergleich qualitativ hinter den Vorgänger und bezeichnete das Album als „düsterer, weniger harmonisch und teilweise abstrakter“. Das Magazin vergab 9.4 von 10 Punkten. Das britische Magazin Record Collector bezeichnete Foxx im Rahmen einer Rezension von Cathedral Oceans als „Paten des Electroclash“ und stellte die These auf, das Album sei „entworfen worden, um in botanischen Gärten und [...] Kathedralen“ angehört zu werden. Rezensent Daryl Easlea zog Vergleiche zum Album Apollo: Atmospheres & Soundtracks von Brian Eno und wertete, man fühle sich beim Anhören der Musik nicht nur, als befinde man sich an einem heiligen Ort, sondern „manchmal fühlt es sich an, als ob Gott selbst hereinspaziert“. Foxx selbst beschreibt den Musikstil des Albums auf dem rückwärtigen CD-Cover als „Musik für eine riesige, halbverschüttete Kathedrale“.